# Hepatometría
La hepatometría es un método para medir el tamaño de un hígado que consiste en determinar la zona de matidez hepática a través de la percusión.

## Técnica
El paciente debe encontrarse en decúbito supino y el explorador a la derecha del paciente. A través de la percusión se ubica el límite superior (normalmente entre el quinto y el séptimo espacio intercostal derecho) e inferior (normalmente a nivel del reborde costal derecho) del hígado. Para encontrar el límite superior se percute desde el quinto espacio intercostal derecho hasta obtener el cambio de sonoridad a matidez. Para encontrar el límite inferior se percute a nivel inferior al plano del ombligo hasta obtener un cambio de timpanismo a matidez. Se percute siguiendo la línea paraesternal derecha, la medioclavicular derecha y axilar anterior derecha, midiendo la distancia en centímetros del área de matidez entre los límites superior e inferior de cada línea.
Los valores normales son 8 cm para la línea paraesternal derecha, 10 cm para la línea medioclavicular derecha y 12 cm para la línea axilar anterior derecha.
Generalmente las medidas son mayores en hombres y en personas altas.